# Rosalie Gicanda
Rosalie Gicanda (Distretto di Rwamagana, 1928 – Butare, 20 aprile 1994) è stata una regina consorte del Ruanda, moglie del Mwami (re in lingua kinyarwanda) Mutara III del Ruanda.
Dopo la morte del marito avvenuta in circostanze misteriose nel 1959, la monarchia ruandese durò solo un altro paio d'anni, sotto la guida del Mwami Kigeli V, giungendo al termine nel 1961. La regina lasciò la sua residenza reale a Nyanza ma continuò a vivere in Ruanda, a Butare, insieme a sua madre e a diverse dame di compagnia. Si mantenne al di fuori della vita politica ruandese, ma ciò non le impedì di salvare la vita al nipote di 4 anni Paul Kagame, aiutandolo a fuggire dal Paese assieme alla sua famiglia, quando gli hutu iniziarono a massacrare i tutsi in quella regione.

## Morte
Decenni più tardi, il 20 aprile 1994, quando il genocidio ruandese si diffuse in tutto il paese, venne rapita a Butare da un gruppo di soldati comandato dal tenente Pierre Bizimana, e assieme ad altri membri presenti nella sua casa condotta dietro il Museo Nazionale e fucilata. Solo una bimba sopravvive, la quale racconterà successivamente la storia del massacro. Due giorni dopo, anche la regina madre venne assassinata. Su richiesta di un sacerdote, il sindaco di Butare, Kanyabashi, recuperò il corpo della regina Gicanda e la seppellì nel giardino vicino alla sua casa.
La regina era stata sempre adorata dai tutsi, e il suo assassinio segnò l'inizio di omicidi di massa nella regione di Butare.

## Reazioni pubbliche
Dopo il genocidio, un tribunale militare ruandese accusò Bizimana e il soldato di prima classe Aloys Mazimpaka dell'omicidio della regina Gicanda e della sua famiglia; Bizimana fu condannato a morte e Mazimpaka all'ergastolo.
Il 6 ottobre 2009, l'ex capo dell'intelligence Ildéphonse Nizeyimana fu arrestato a Kampala, in Uganda. Nizeyimana era uno dei sospettati più ricercati del genocidio in Ruanda. Il 19 giugno 2012, è stato condannato dal Tribunale penale internazionale per il Ruanda per aver ordinato l'omicidio della regina vedova Tutsi, nonché per altri omicidi, venendo condannato all'ergastolo.